# Marco Sempronio Tuditano (console 185 a.C.)
Marco Sempronio Tuditano (latino: Marcus Sempronius Tuditanus; ... – 174 a.C.) è stato un politico e console romano.

## Biografia
Tribuno della plebe nel 193 a.C., durante il suo mandato propose un plebiscito per estendere anche ai latini ed agli alleati italici le stesse condizioni per il prestito di denaro (Lex Sempronia de Fenore). Nel 189 a.C. fu pretore in Sicilia e nel 185 a.C. fu console con Appio Claudio Pulcro. Il consolato fu caratterizzato dalla guerra in Liguria; Tuditano sconfisse gli Apuani, mentre il collega assoggettò gli Ingauni.
Tuditano cercò di ripresentarsi al consolato nell'anno successivo, ma fu sconfitto; comunque fu eletto pontefice negli anni successivi. Morì nel 174 a.C. durante la grave pestilenza che devastò la città di Roma.